# Amiens Sporting Club
Amiens Sporting Club es un club de fútbol francés, de la ciudad de Amiens en Alta Francia. Fue fundado en 1901. Actualmente juega en la Ligue 2, el segundo nivel del fútbol de Francia.

## Historia
El Amiens Sporting Club fue fundado el 6 de octubre de 1901 por un grupo de cinco jóvenes de l'Association du Lycée d'Amiens (un equipo juvenil de fútbol). El primer nombre del equipo fue l'Amiens Athlétic Club. En 1961 se cambia el nombre por el de Sporting Club d'Amiens y en 1989 por el actual.
En el año 2017 consiguió el ascenso a la Ligue 1 francesa por primera vez en su historia luego de derrotar al Stade de Reims 1-2 con un memorable gol de Emmanuel Bourgaud a los 90+5 minutos.
Hasta la temporada 2008-09 jugó en la Ligue 2, para ser relegado a Championnat National (Tercera División) posteriormente. Tras salir segundo en dicha categoría, vuelve a participar de la Ligue 2 en la temporada 2011-12, durando sólo esa temporada antes de volver a Tercera División. En la temporada 2015-16 sale tercero en el Championnat National, valiéndole así el ascenso nuevamente a Ligue 2, donde pasaría de largo, saldría segundo y ascendería a Ligue 1 ese mismo año, debutando por primera vez en su historia en dicha categoría.

## Uniforme
- Uniforme titular: Camiseta, blanca, pantalón blanco y medias blancas.
- Uniforme alternativo: Camiseta negra, pantalón negro y medias negras.

### Evolución del uniforme
| 2016-2017 | 2016-2017 Visita | 2017-2018 | 2017-2018 Visita | 2018-2019 | 2018-2019 Visita |

## Estadio
El club ejerce de local en el Stade de la Licorne, ubicado en Amiens. Fue inaugurado el 24 de julio de 1999 y cuenta con una capacidad para 12.097 espectadores.

## Palmarés
| Competición nacional   | Títulos                                                                                     | Subcampeonatos    |
| ---------------------- | ------------------------------------------------------------------------------------------- | ----------------- |
| Segunda División (0/1) |                                                                                             | 2016-17.          |
| Tercera División (4/2) | 1973-74 (Grupo Norte), 1977-78 (Grupo Norte), 1983-84 (Grupo Norte), 1990-91 (Grupo Norte). | 2000-01, 2010-11. |
| Copa de Francia (0/1)  |                                                                                             | 2000-01           |